# Sternopriscus goldbergi
Sternopriscus goldbergi är en skalbaggsart som beskrevs av Lars Hendrich och Watts 2004. Sternopriscus goldbergi ingår i släktet Sternopriscus och familjen dykare. Inga underarter finns listade i Catalogue of Life.

## Bildgalleri

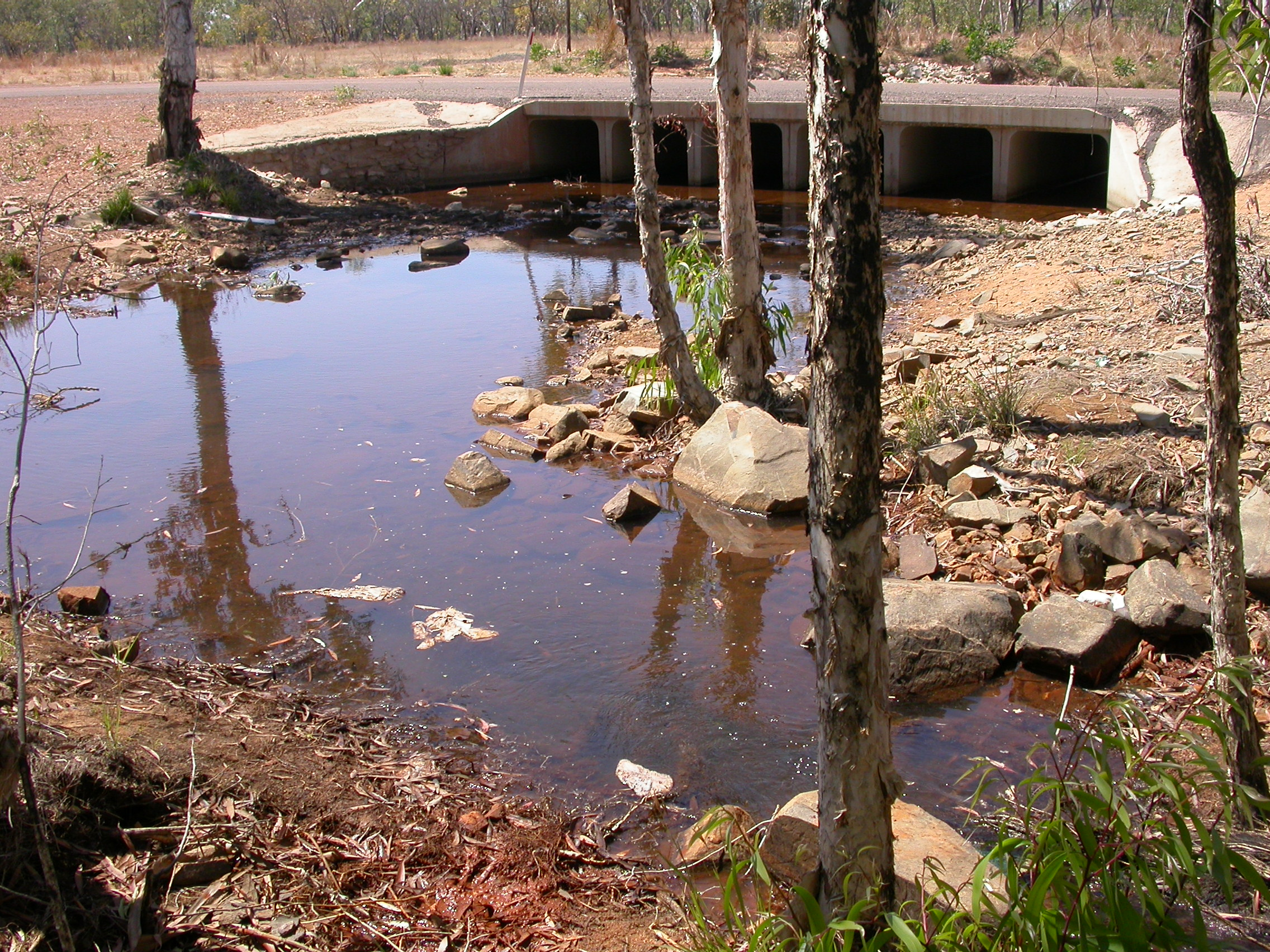